# Odessa (Oregon)
Odessa az Amerikai Egyesült Államok északnyugati részén, Oregon állam Klamath megyéjében, az Oregon Route 140 mentén, a Fremont–Winema Nemzeti Erdő közelében elhelyezkedő kísértetváros.
A posta 1902 és 1919 között működött. Blanche Griffith postavezető szerint a települést sógora egy francia helységről nevezte el, de az Oregon Geographic Names szerkesztője szerint névadója valószínűleg az ukrajnai Odessza.
1890-ben kereskedőhely és szálloda volt itt. A közelben kemping található.

## Fordítás
- Ez a szócikk részben vagy egészben  az   Odessa, Oregon című angol Wikipédia-szócikk ezen változatának fordításán alapul.  Az eredeti cikk szerkesztőit annak laptörténete sorolja fel. Ez a jelzés csupán a megfogalmazás eredetét és a szerzői jogokat jelzi, nem szolgál a cikkben szereplő információk forrásmegjelöléseként.